# 監獄学園
『監獄学園』（プリズンスクール、Prison School）は、平本アキラによる日本の漫画作品。『週刊ヤングマガジン』（講談社）にて、2011年10号から2018年4・5合併号まで連載された。2013年、第37回講談社漫画賞（一般部門）を受賞。2018年4月時点で累計発行部数は1300万部を突破している。
2015年7月から9月までテレビアニメが放送され、同年10月から12月までテレビドラマが放送された。
東京都郊外にあり、共学化したばかりの元女子高・私立八光学園に入学したものの、女子風呂を覗いた罪で裏生徒会により懲罰棟（通称・プリズン）に投獄された男子生徒5人の学園生活を描く、ハイスクールコメディ作品。

## あらすじ

### 男子脱獄編（単行本1～9巻）
2011年4月、東京都郊外にある私立八光学園。首都圏でも有数の進学実績と厳格な規律で知られる全寮制の高校は、本年からきわめて大きな転機を迎えることとなった。生徒総数1021名、うち女子生徒1016名、差し引き男子生徒5名（キヨシ、ガクト、シンゴ、ジョー、アンドレ）。この年から女子高より共学高へと転換したため、歪な男女比が実現してしまった。
4月7日の入学式から1週間後の14日、5人の男子たちは女子のお風呂をノゾキした罪により裏生徒会に捕らえられ、懲罰棟における1か月の懲役を命じられる。そんな中、キヨシは栗原千代との相撲観戦デートのため、ガクトが欲しがる限定フィギュアのために脱獄を決意する。
ガクトの協力を得て用意周到な計画の末にキヨシは脱獄に成功、千代との相撲観戦デートを果たす。しかし脱獄計画の女装で使った制服がたまたま千代の物だったためデートは散々な結果に。さらに裏生徒会会長・栗原万里に脱獄が発覚してしまう。
結果、連帯責任でキヨシ以外の4名は1か月の刑期延長。キヨシは脱獄・窃盗・不純異性交遊を理由に万里から自主退学を勧められるが、千代の懸命の弁護により、キヨシの退学はひとまず回避することとなった。しかしこれを機に男子全員の退学を目論む万里は、副会長・白木芽衣子、書記・緑川花と共にDTO（男子退学オペレーション）を始動。シンゴを懐柔し密偵として男子生徒の粗探しを始める。
シンゴの情報提供からジョーとガクトを追い詰めるが失敗。しびれを切らした万里はDTOを最終段階に移し、アンドレを精神的に追い詰め、シンゴには密偵の見返りを餌にして強引に脱獄の罪に陥れる。これで男子は3度の脱獄となり、裏生徒会規約により退学が決定的となった。だが裏生徒会に嵌められたことを悟ったキヨシら囚人男子5人はDTOの証拠を掴むため、理事長までも巻き込み裏生徒会と様々な駆け引きを展開する。
姉のやり方に反発する千代の協力も得て、最終的に勝利したのはDTOの証拠を掴んで理事長に告発したキヨシたちだった。キヨシたち男子5人の退学は取消しとなり、またこれまでの服役でノゾキの罪も償われたものとして釈放される。そして男子を嵌めた裏生徒会はその罪により、竹ノ宮ケイトを会長とする表生徒会によって、懲罰棟に収監される。

### 女囚編（単行本10～17巻）
収監された裏生徒会は表生徒会により厳しい刑務作業を命じられる。ケイトの策略で看守にはアンドレとガクトが任命され、また表生徒会副会長・別当リサの圧力、さらに積極的な裏生徒会メンバーの切り崩しにより、刑務作業に耐えられなくなった緑川花が裏生徒会から離反、さらに芽衣子は表生徒会の仕組んだ罠による精神的ショックから子供時代の気弱で弱虫な性格に退行するなど、各面々が追い詰められていく。表生徒会の不正を疑った千代に助けを求められ、証拠を掴むためにキヨシは生徒会室に忍び込むが、リサに捕らえられ囚人として再び収監させられる。
唯一毅然として刑期を勤めていた万里であったが、ケイトの巧妙な罠によって、人命救助の結果としてスキャンダル（ウロボロス事件、後述）を起こしてしまう。その一部始終を映像として記録され、裏生徒会長としての立場を追い詰められた万里はキヨシと組み脱獄を計画する。芽衣子が幼児退行したショックにより廃人同様になったアンドレはリサから救いの手を差し伸べられるものの、さらに容態を悪化させる。完全に廃人化したアンドレの奇行で脱獄計画が漏れ、ケイトらに問い詰められると、万里は脱獄を宣言してしまう。
信念のもと再び一丸となった男子たちの協力も得て脱獄を計画する万里であったが、様々な手段で表生徒会に妨害される。一方、脱獄計画を経て親密になったキヨシと万里の姿を見た妹の千代は複雑な感情を抱いていた。その後、友人のマユミを救うため結果的に上級生3人に怪我を負わせてしまい、その罪で芽衣子の釈放の代わりに千代が投獄させられてしまう。
収監中も千代はキヨシと万里の関係に悩むが、キヨシと万里による説得の甲斐もあり、誤解は解け安堵し出獄した。だが万里の脱獄を恐れるケイトは、その手足となる可能性の高い男子4人や千代を自室に軟禁、さらに表生徒会の見習いとなった緑川花の内通を疑い、裏生徒会の仲をさらに悪化させようと画策する。
監獄内でのキヨシの活躍や監獄外での男子たち協力者の活躍もあり、脱獄計画は遂に実行段階に移る。しかし軟禁中であるはずの男子たちの脱獄計画加担が発覚し、リサに問い詰められる一方で、監獄内でも偶然が重なり表生徒会書記・横山みつ子によって用意していた脱獄道具が発見されてしまう。だが脱獄失敗を確信したケイトに対し、万里は堂々と脱獄成功を宣言する。

### 体育祭編（単行本17～25巻）
万里とケイトは裏・表生徒会の存亡を賭けた騎馬戦対決に闘志を燃やす。その対決へ加勢することになった男子たちは、裏生徒会側にキヨシ・ガクト・シンゴ・ジョー、表生徒会側に野獣化したアンドレと真っ向から対立する。
裏生徒会の3人にキヨシを加えて1騎とし、残された男子3人は騎手オーディションを決行。候補として杏子、ケーキさん、PBR様が推薦され、厳選の結果PBR様が選ばれる。一方そのころキヨシと花は因縁に決着をつけるため男子寮の部屋にいた。途中、千代やガクトの乱入に遭うもスタンドプレーから生じるチームワークで窮地を乗り切り、花の復讐は遂に達成された。その結果、喪失感に苛まれ自暴自棄になっていたキヨシだったが、ガクトの存在に励まされ自信を取り戻す。
女子障害物競走で花とリサの対決が騎馬戦の前哨戦として行われ、諸般の事情に困惑していた花はリサに大きく遅れをとってしまうが、万里への誠意とキヨシの協力で巧みに策を弄し結果は同着一位に終わる。
メインプログラムである騎馬戦が始まると、ケイトを大将騎とする表生徒会側に参加生徒のほとんどがつく中、対する万里を大将騎とする裏生徒会側はPBR騎馬と千代騎馬のみ。ガクト曰く赤壁の戦いとなった。表生徒会の猛攻を前に裏生徒会は起死回生の一打としてキヨシの男を見せることで活路を見出す。一連の作戦でキヨシは憤死してしまうが、千代の叫び・万里の救命措置・花の涙を受け辛うじて蘇生。ジョーが禁断の黒魔術を発動させるもののケイトはそれを上回る黒魔術で反撃。千代騎馬はマユミの覚醒を切っ掛けに特攻をかけるがあえなく散り、PBR騎馬は禁断の作戦の犠牲となり崩壊、味方を失った裏生徒会はアンドレになす術もなく翻弄される。
騎馬戦は最終局面を迎え裏生徒会は極限状況に。ケイトの挑発と万里の叱責により6月30日午後4時30分、芽衣子が憤死。しかし昇天する中で過去と向き合い万里との約束を思い出し、副会長・白木芽衣子として現世へ舞い戻る。リサと復活した芽衣子に翻弄されたアンドレはパニックに陥り戦意喪失。追い詰められたケイトは最終兵器＝みつ子を解き放つ。全校生徒を巻き込む喧騒の中、時を同じくして閉会式のために理事長が現れ、偶然に偶然が重なり懲罰棟を破壊。こうして第48回八光学園体育祭は幕を閉じた。

### キヨシ告白編（単行本25～28巻）
キヨシが千代に告白をするためのBBQを開催する。しかし、キヨシに気のある花がキヨシと千代の仲をとりもつ振りをして・・・

## 登場人物

### 男子生徒
キヨシ / 藤野 清志（ふじの きよし）
声 - 神谷浩史 / 演 - 中川大志
本作品の主人公。通称「キヨシ」。元女子高だから女性が沢山いるという動機で私立八光学園学校に入学したが、あまりにも男子の比率が悪すぎたことから、むしろ立場の悪さを感じている。初めて会話した千代に片想いをしている。千代と相撲観戦デートに行くために、ガクトと共謀して1人目の脱獄者となるも、千代と万里が姉妹ということを知らなかったため失敗に終わる。脱獄に使用した制服が偶然千代のものであったことから千代に嫌われ、さらに連帯責任により男子5人の刑期が1ヵ月延長となった。このことで煽りを受けた他の男子からイジメられるなど、散々な目に遭うが、のちに関係は修復。裏生徒会により退学の瀬戸際まで追い詰められながらもDTOの実態を告発し男子全員で出獄を果たす。後日、表生徒会の陰謀を悟った千代の涙にほだされ、その悪事を暴こうとするも表生徒会に動向を見破られ、生徒会室への不法侵入と窃盗の罪により再び投獄される。「ある行事の廃止」を知ると万里の脱獄計画に賛同し、表生徒会相手に機転の良さを見せながら脱獄をサポートする。騎馬戦では裏生徒会の右後方騎馬役として参加。競技中の愚行がたたって体育祭後も全校女子から蔑まれる中、千代への理想の告白プランを実現するため奔走するも、花の妨害もあり失敗に終わる。その後、花への想いに次第に傾いていく中で、今度は千代からの告白を受けて恋仲となるも、自身の変態性を見抜いていた花が嫉妬心を爆発させて大暴走したことによって性癖を暴かれてしまい、千代を発狂させてしまう。
結局、キヨシ一人の愚行のために男子生徒たちは連帯責任で修復された監獄に戻されてしまい、物語は完結することになる。
学生番号はH01200806。
ガクト / 諸葛 岳人（もろくず たけひと）
声 - 小西克幸 / 演 - 柄本時生
通称「ガクト」。「練馬一の知将」を自称する男子の司令塔的存在で、歴史からITまで幅広い知識を持つ。語尾に「ゴザル」をつけるのが口癖。筋金入りの三国志オタクで、限定版「関羽雲長&赤兎馬フィギュア」を入手するためにキヨシの脱獄計画に加担し、目的のためには脱糞や剃髪を厭わないなど、三国志への愛は深い。一方で、個人的な私欲よりも友情をとるといった熱い面もあり、そこでも身を挺して活躍することが度々ある。出獄後はみつ子と共通の趣味である三国志を通して親しくなり、徐々に表生徒会の仕事を手伝うようになる。その最中に「ある行事の廃止」の事実に気付き、みつ子との関係に苦悩しながらも裏生徒会の復権へ向けて万里の脱獄計画に協力する。騎馬戦では裏生徒会側につきPBRを騎手に先頭騎馬役として参加。体育祭での活躍によりそれまでの汚名を返上した。
シンゴ / 若本 真吾（わかもと しんご）
声 - 鈴村健一 / 演 - 矢野聖人
通称「シンゴ」。いつもがっちり決まって崩れないリーゼントがトレードマークのヤンキー系男子だが、不良というわけではなく、天然気味な性格かつ女性に対してはウブで、デートプランを立てるのが極端に下手。キヨシとは唯一の中学からの友人であり、キヨシとガクトがゲイカップルとして疑われた際も寛大に見守っていた。しかし、キヨシが内密に脱獄したことで信頼を蔑ろにされたと激怒しイジメを扇動、そこを裏生徒会につけこまれ密偵として懐柔される。その見返りとして外出許可を得て学校外で知り合った杏子とデートを重ね親しくなるが、すべてDTOの一環であり門限を理由に3人目の脱獄者にさせられてしまう。出獄後は杏子との仲を深めようとキヨシのアドバイスを真に受けた結果、杏子に嫌われてしまい再びキヨシとの間に亀裂が生まれる。そうした経緯もあり当初は協力を拒絶していたが、表生徒会の実態を知り万里の脱獄計画に加担する。騎馬戦では裏生徒会側につきPBRを騎手に右後方騎馬役として参加。競技中の蛮行がたたり体育祭後も全校女子から蔑まれる。
ジョー / 根津 譲二（ねづ じょうじ）
声 - 浪川大輔 / 演 - 宮城大樹
通称「ジョー」。いつもフードを被っている物静かな男子だが、しばしばチクリと毒舌を吐く。激しい労働をしてきた割に、身体はガリガリで病弱。口内炎が酷く、咳き込むたびに血が出てしまう。ペットのアリを溺愛しており、しばしば散歩に連れ出している。ヤケになって暴走すると手が付けられず、アリが万里のカラスに襲われた（実際は蟻浴しただけ）際には憤激し、万里を襲撃しようとするが、キヨシが体を張って止めたことで未遂に終わった。それ以来、キヨシには友情を感じている。出獄後は疎外感に苛まれ自暴自棄に陥り凶行に及ぼうとした直前、ケーキさんとの出会いによって踏みとどまる。みつ子のBL癖に悩むガクトの相談役を務めた際にはその魅力に取りつかれ、みつ子のBLマンガ執筆を手伝うようになる。みつ子を裏切ることになると協力を拒絶していたが、表生徒会の実態を知り万里の脱獄計画に加担する。騎馬戦では裏生徒会側につきPBRを騎手に左後方騎馬役として参加。競技中の蛮行がたたり体育祭後も全校女子から蔑まれる。
アンドレ / 安堂 麗治（あんどう れいじ）
声 - 興津和幸 / 演 - ガリガリガリクソン
通称「アンドレ」。気は優しくて力持ちの巨漢。男子内でも群を抜く過度の被虐性癖で、性に対する好奇心が強い。芽衣子からのお仕置きに喜びを感じているが、他の男子たちと同じく花からの暴力的なお仕置きは好きではない。しかし、その性癖を裏生徒会に利用され、お仕置きが貰えず禁断症状に陥り狂暴化、強制的に2人目の脱獄者とさせられてしまう。出獄後はガクトと共に表生徒会の仕事を手伝うようになり、独自の「マゾ経済理論（通称：アンドレノミクス）」に基づき、看守役として芽衣子を虐げるようになる。しかし芽衣子が幼児退行を引き起こすと、お仕置きが貰えなくなったストレスとリサの気遣いに追い詰められ、精神崩壊を引き起こしてしまう。暫く錯乱状態にあったがリサの女王としての才覚が開花するに連れ心酔するようになり、リサとの隷属関係を築く。騎馬戦では表生徒会側につきケイト、リサ、みつ子を騎手に騎馬役として参加。競技中は魔獣化や巨大化の一途をたどるも表生徒会の主力として活躍し、最後は無事に元の姿へと戻った。体育祭後は体育祭中の活躍から、ガクトとともに人気が出始めた。

### 女子生徒

#### 裏生徒会
栗原 万里（くりはら まり）
声 - 大原さやか / 演 - 山崎紘菜
裏生徒会第20代目会長。自称「カラス使いの万里」。理事長の娘であり、千代の姉。芽衣子とは小学校以来の仲。カラス・合気道を操り、学園を影から統べるカリスマ。ポーカーフェイスで、「男はクズ」であると見下している。父との確執と潔癖な性格から男そのものを嫌悪するあまり、DTO（男子退学オペレーション）を発動し、男子全員を退学させようと画策する。しかし、その全貌が囚人男子たちによって告発され、その罪を償うためプリズンへ入れられてしまう。入獄後は表生徒会からの理不尽な嫌がらせにも耐えていたが、ウロボロス事件が撮影されていたことをきっかけとして脱獄を決意。体育祭前日の夜、ブラフの脱獄計画で表生徒会に心理的動揺を誘い、手錠で自身と繋がったケイトを女子寮の自室へ戻すことで脱獄を成功させる。言葉巧みにケイトを誘惑し、その一部始終をスマートフォンから中継録画することで互いに一蓮托生となる。
以前は顔色一つ変えずに男子を軽蔑し見下していたが、脱獄計画や芽衣子の復活計画を進めていく中で徐々に軟化していく。幼少時代は父親である理事長に対しても敬愛するほど無邪気に慕っていた。
私服のセンスが個性的。お気に入りの服にはM（イニシャルのM）とクマのアップリケを付けるという拘りがある。
最終的にはケイトに退学の意思を伝え、裏生徒会や妹の千代に伝えず留学のために旅立ってしまう。
白木 芽衣子（しらき めいこ）
声 - 伊藤静、古川小百合（戦国大戦） / 演 - 護あさな
裏生徒会副会長。万里の右腕的存在で、彼女に心酔している。驚異的な身体能力と、全体的にはみ出し気味の悩ましげなダイナマイトボディの持ち主だが、幼いころはその体型が原因でイジメられた経験もあり巨乳にコンプレックスを持っていた。常に肌を大きく露出した服装でいるのは、新陳代謝が激しく極度の汗かきであるため。得意の指し棒で男子を厳しく指導する看守役であり、必要とあらば虫捕りや腕相撲にも全力を尽くす、職務熱心かつ生真面目な性格だが、熱心すぎるあまり目の前しか見えなくなることもある。
DTOの罪を償うために入獄直後は豪胆な態度で刑期を勤めていたが、リサの高圧的な指導、新たに看守となったアンドレの過激な制裁に加え、仕組まれたボヤ騒ぎをきっかけに幼児退行を起こし小学生のころの気弱な性格になってしまう。その後、万里の面会に来た千代が芽衣子の変わりようを見かねて理事長に告発し自室療養という形で出獄する。気弱な性格のまま体育祭当日を迎え、騎馬戦中に憤死するも自力で生還、覚醒して性格も蘇る。
現在のアップにした髪型は小学5年生のころに万里から勧められたもので、それ以来「美しいものはどんどん出すべき」という約束を忠実に守っている。
最終回では姉の後を継いで第21代裏生徒会会長に就任した千代に付き従う様子が描かれている。
緑川 花（みどりかわ はな）
声 - 花澤香菜 / 演 - 森川葵
裏生徒会書記。一見ファンシーな雰囲気を漂わせるゆるふわ系女子だが、実は空手でインターハイベスト4の実力を持ち、瞬殺の蹴りを繰り出す体育会系の暴力女子。それゆえ、芽衣子とは対照的に暴力的なお仕置きを繰り出すが、彼女のお仕置きを好きになれない男子たちからは「暴君」などと呼ばれ恐れられているものの、平時は一般的な女子高にいる純真なお子様である。キヨシに放尿を目撃されてしまい、さらにオシッコをかけられるなどの屈辱を味わったため、キヨシに復讐する機会を狙っており、一進一退の攻防を繰り広げた末にキヨシのファーストキスを奪うと同時に奪われる。
DTOの罪を償うために入獄後、万里と芽衣子の過保護ともいえる関係に疎外感を感じ、模範囚として最短で出獄を果たす。その後は裏生徒会を離れ、表生徒会見習いやチア部部員として活動。万里の脱獄計画にも加担しており、万里とケイトによる濃厚なウロボロスの一部始終を目撃する。
キヨシに関してはあらゆる場面で空回りしすべて自分に降りかかってしまっている。しかし遂に復讐を成し遂げると、復讐にしか頭になかった彼女に変化が現れはじめ、キヨシに対する悪口雑言を口にしつつも、心の奥底では彼に恋愛感情を抱いてるような描写が目立ってきている。
最終回前後編では千代と晴れて恋仲となったキヨシから身を引いて二人の仲を祝福しようとするが、キヨシが自分以外の女子と結ばれることに耐えきれなかったあまり、キヨシに対する独占欲と千代に対する嫉妬心が一気に爆発してしまう。その大暴走の末、千代が姉の後を継いで第21代裏生徒会会長に就任すると同時に姉以上の男性嫌悪かつ冷酷な性格に豹変する元凶となった。
万里とは親衛隊時代からの付き合い。容姿端麗、成績優秀、お嬢様であることから一方的に気に入らない態度をとっていたが、彼女の私服姿に愕然とし「この人は私がいなきゃダメなんだ」という保護欲から慕うようになった。

#### 表生徒会
竹ノ宮 ケイト（たけのみや ケイト）
声 - 小清水亜美
表生徒会会長。縦ロールが特徴の高飛車なお嬢様で、スイーツが好物。嫌いな食べ物はピーマンと椎茸。万里や芽衣子とは小学校時代からの同級生だが、万里を敵視しており、芽衣子をイジメていた。DTOが露見して権威失墜した裏生徒会の解散を目論む。裏生徒会への嫌がらせを執拗に行い、DTO以上に過激な罠によって芽衣子の幼児退行のきっかけを作った。万里を強烈に敵視している理由は、羨望と劣等感の裏返しであり「万里になりたい」という歪んだ願望からでもある。万里になりきるために小学校時代から万里の下着を含む私物を盗んでおり、万里と同じ合気道も習得したほどだが、それらは全て万里に気付かれており脱獄計画の際に付け入られる隙となる。その後、万里グッズはケイト自身の手によって滅却処分された。
コミュニケーションのきっかけとして食事に誘う癖があり、万里にはシャンメリーと高級柿の種（小学生時代は酢イカ）、花にはクルミクッキーとサンドイッチ、リサにはフライドチキンを用いている。
名前のモデルは、漫画家の竹宮惠子。
別当 リサ（べっとう リサ）
表生徒会副会長。寡黙で常に竹刀を手放さない、謎めいた少女。一度は芽衣子を打ち負かしたほどの剣道の腕を持つが、芽衣子とは正反対に貧乳であることにコンプレックスを持つ。シンゴやジョーからは貧乳であることを理由に陰で「竹刀ブス」と見下されている。これを知って悲しみと怒りに駆られ、シンゴとジョーに深い恨みを抱き、泣きながら竹刀を素振りしている。その一方でマゾ経済学を極めたアンドレから経済学の本を貰ったことに恩を感じ、アンドレのために女王になろうと奮闘し、紆余曲折を経てアンドレとの隷属関係を築く。
モデルは、映画『ドラゴン・タトゥーの女』のヒロインであるリスベット・サランデル。名前もリスベットから（リサ・ベットウ）。
横山 みつ子（よこやま みつこ）
声 - 高橋美佳子
表生徒会書記。杏子の従姉妹。人知を超えたドジを繰り広げる、別名・ピタゴラドジっ娘。表生徒会の中では穏健かつ温和な性格のため、ケイトやリサと違って裏生徒会に嫌がらせするようなことはなく、万里たちとも普通に接している。三国志好きで、ガクトとは三国志について語り合える仲。BLを嗜んでおり、勘違いからガクトとジョーを恋仲と思い込み「あんみつ」というペンネームで二人をモチーフにしたBL漫画を執筆している。どうしてもBLを許容出来ないガクトとは疎遠になる一方、みつ子の書くBL漫画に惹かれたジョーを担当編集として盛り上がる。
名前のモデルは、漫画家の横山光輝（三国志繋がり）。

#### その他の女子生徒
栗原 千代（くりはら ちよ）
声 - 橋本ちなみ / 演 - 武田玲奈
入学時のキヨシのクラスメイトで相撲好きの女子。理事長の娘であり、万里の妹。囲碁部に所属している。一年一組。キヨシが入学して初めて会話した女子であり、彼に思いを寄せられているが、当時はキヨシに対して恋愛感情はなかった。作品中、思い込みの激しさは随一。正義感が強く、強引に男子を退学へと追い込もうとする姉が許せず対立し、男子の退学阻止に協力する。万里を含む裏生徒会の入獄後はその正義感からケイトに目を付けられ、企みに乗せられてしまい芽衣子と入れ替わりで収監される。収監中はケイトが流布した万里への様々な誹謗中傷を聞いたことで疑心暗鬼に陥り、人格が変わるほど心を痛めるが、万里によって誤解を解かれた後に出獄した。出獄後、表生徒会によって処分されたPBR様を巡って言いがかりをつけられ、自室での謹慎1日を言い渡される。その謹慎処分中に裏生徒会と男子のために刺繍入りの必勝鉢巻を縫い上げる。騎馬戦では裏生徒会側についた。
キヨシにとって心の支えかつ唯一の女子の味方であり、彼のあらゆる行動原理のきっかけとなっている。
最近になってキヨシが好きであるのを自覚し始め、これを花にうっかり言ってしまう。これが引き金となり、後に花の直接妨害もあってキヨシの告白を断ることになる。
最終回で嫉妬のあまりに大暴走した花によって、キヨシが花のパンツをはいて告白していたことを知り、かつ失禁した姿を見て発狂し、男に対するトラウマを負ってしまう。後に姉の後を継いで第21代裏生徒会会長に就任、姉以上の男性嫌悪かつ冷酷に変貌した姿となって登場したところで物語は完結する。
横山 杏子（よこやま あんず）
声 - 大地葉 / 演 - 新木優子
裏生徒会親衛隊長。二年生。実際のサイズ以上のDカップのブラジャーを着けている。シンゴと偽のデートを重ねるうちに親しくなったが、裏生徒会に命じられてシンゴを罠に陥れたことを後悔し、後に男子の退学阻止に協力する。シンゴの出獄後は裏生徒会とは距離を置き、順調に仲を深めていたが、キヨシのアドバイスを真に受けて突飛な行動を起こしたシンゴに当惑して疎遠になる。体育祭では騎手選考を巡って再び険悪になるが、シンゴの必死の謝罪により無事仲直りしている。裏生徒会に関する知識が豊富なため、競技中は柄にもなくメンバーの解説役に徹してキヨシやジョーに鬱陶しがられていた。騎馬戦では裏生徒会側についた。競技終盤ヘリコプター墜落の危機を察知し、みつ子と共に機転を利かせて回避する。
田中 マユミ（たなか マユミ）
声 - 七瀬亜深 / 演 - 寺嶋由芙
千代のルームメイト。千代とは仲が良く、いつも一緒に行動している。千代と同じ囲碁部に所属。作中では名字の記述などはないが、アニメ五話の寮の部屋の表札にて名字が判明。騎馬戦では裏生徒会側についた。競技中に相部屋の千代も知らない秘密をケイトに暴露され窮地に追い込まれるが、全校生徒の応援エールによって覚醒する。
ネット配信者「真神那由多（まかみなゆた）」として活動している。挨拶は「ハートに噛み付くプリティウルフ（ガウ☆ガウ）」。
佐藤（さとう）
声 - 浜崎奈々
ジョーのクラスメイト。お菓子作りが得意でジョーからは「ケーキさん」と呼ばれている。騎馬戦の騎手のオーディション中にはジョーから「ダイヤさん」「スターさん」とも呼ばれていた。出獄するも普通の学園生活に馴染めずジョーが自棄を起こしてプールの女子更衣室に突入する手前に声をかけ、カップケーキを渡したことで結果的にジョーを救うことになった。その後、体育祭当日に再登場し、ジョーに声をかけられた際にも信玄餅風の和菓子を渡す。性格は天然ボケ気味であり、杏子やジョーからは「アイドル性がある」「ダイヤの原石」と評価されている。騎馬戦では裏生徒会側についたが、競技中にケイトによって彼氏持ちであったことが暴露された（しかも三股）。

### 八光学園関係者
理事長
声 - 藤原啓治 / 演 - 髙嶋政宏（特別出演）
私立八光学園理事長。万里と千代の父親。文末の一語を強調する特徴的な話し方をする。立ち居振る舞いはダンディだが、実際は相当なむっつりスケベ。無類の尻愛好家であり（とくに南米系の女性の尻が好み）、職場に尻グッズを常備し、尻に対して深い哲学を持つが、そのために万里からは軽蔑されており、不仲である。
欲望に忠実で天然ボケのきらいがあるため奇怪な行動ばかりが目立つが、教育者としては超然として正義や平等を重んじる人格者である。そもそも女子高だった八光学園を周囲の反対を押し切って共学にし、男子5人を入学させたのも彼の一存によるものであり、そのためか男子たちにはやや同情的である。しかし、自身がうっかり万里を怒らせてしまい、男性への嫌悪感を抱く万里がいっそう男子たちに厳しく当たるようになるなど、間接的に事態を悪化させることが多い。
万里の幼少時代は常にティーバック一枚の姿で恥じらいもなく自慢のヒップをさらけ出している上に、「どこの家庭でも父は尻を出しているもの」「いい男というのは必ずいい尻をしているもの」などと娘に教え込んでいた。
体育祭当日、車での移動中に交通事故を起こし山林で遭難した挙句に滝から落下、心肺停止に陥るも通行人の懸命な救命活動により蘇生する。病院へ搬送されたが記憶喪失になってしまい本能の赴くままに脱走。ハニーや有力者と紆余曲折を経て、ヘリコプターで学園へ到着。オペレーションBの失敗に伴いプリズンを破壊してしまう。
しるくまクリーニング
声 - 三宅健太 / 演 - 水沼天孝
八光学園に出入りするクリーニング屋のスキンヘッドのおじさん。強面だがキヨシを救うために突っかかってきたガクトをいなし、3度目の脱獄の危機にあるシンゴを学校まで送ったりと見た目に反してものすごく普通な人（むしろ優しい人の部類）。

### その他
ハニー
謎の美尻美女。理事長が早朝に車で移動中にヒッチハイクをしてきた女性。目的地へ送り届けられた後に、自動車事故を起こし森の中で記憶喪失で倒れている理事長と再会する。自分が誰なのか？と聞いてきた理事長に対してなぜか私のフィアンセと応えてしまう。駆け落ち同然のサバイバル生活を送る過程で「ハニー」「ダーリン」と呼び合う仲になり、本当のフィアンセである有力者からの逃避行を繰り広げる。
有力者
山のふもとの村の有力者で、ハニーの婚約者。髭面に黒スーツの出で立ちで、肩に猫を乗せている。一見するとマフィアのボスのような風格だが、実際は優しさに溢れた徳のある人物で、部下からも相当に慕われている（ただ、怒ると怖いらしい）。家出したハニーを部下を使って強引に連れ戻そうとしたため、理事長からは自分と彼女を組織ぐるみで殺そうとしているものと誤解され敵対してしまう。クマが出没した際には阿吽の呼吸で理事長と共に奮闘。絶体絶命の危機を乗り越えたことで理事長やハニーの誤解も解ける。
ハニーとの喧嘩はペットの子猫の名前決めが原因。ちなみに子猫に付けようとした名前は、有力者が豪轟獅子王丸（ゴーゴーライオンまる）、ハニーはテキサスTボーン。

## 作中用語
私立八光学園（しりつはちみつがくえん）
東京郊外にある学園で、前年度まで女子校だった全寮制学校。共学後も男子はわずか5人しかいない。退学願に八光学園高等学校長殿と書かれていたことから、正式名称は八光学園高等学校だと思われる。キヨシの退学願の現住所が東京都練馬区だったため、東京都練馬区に建っていることが判明。
裏生徒会
「20年前の事件」を機に学園の不純異性交遊を代々取り締まってきた中心組織。学園入学後、同組織の親衛隊を経て推薦などにより次期役員（裏生徒会長、裏生徒副会長、書記）となる。本編において万里、芽衣子、花の3人それぞれのルックス、カリスマ性により女子生徒からの人気が非常に高い。プリズンにおける全ての権限を有しており学園においても大きな影響力を持つ。だが後述の「DTO」の失敗に伴い、ケイト率いる表生徒会によってプリズン行きにされ、学園内に裏生徒会の悪い噂を流されたため、その人気が低迷し始めている。
表生徒会
「DTO」が露見して収監された裏生徒会に代わり、懲罰棟の看守を担う。学園における正当な生徒会だが、裏生徒会の人気の陰にあり、学園内における待遇にも雲泥の差があった。表生徒会長であるケイトの「万里に対する敵対心」も相まって、裏生徒会以上の作戦の周到さで彼女たちを追い詰めていく。
懲罰棟（ちょうばつとう） / プリズン
学園の校舎中央の生い茂った木々の中に存在し、罪を犯した生徒が収監される。通称「プリズン」。中は檻のついた独房（6部屋）、看守室、尋問室、反省房、テレビ付きの更生ルーム、風呂場、トイレが存在し、授業や食事は全員揃って更生ルームで行う。罪の度合いにもよるが投獄されると1か月にわたりプリズンでの監獄生活を強いられ、授業と休み時間以外は肉体労働をしなければならない。食事については選択こそできないものの、他の生徒と同様に学食が支給される。なお、脱走が発覚すると連帯責任として全員1か月の刑期延長、2度目で3か月の延長、3度目で退学処分となる。
物語当初、女子風呂を覗いた罪で男子5人が収監され、その後入れ替わる形で裏生徒会3名が収監された。
DTO
裏生徒会会長の万里が発案した「男子退学オペレーション」（Danshi Taigaku Operation）の略称。operationの意味と作戦が意味的に重複するためDTO作戦とは呼ばない。万里もしばしば間違えることがあり、間違えた理由を「花がしばらく裏生徒会業務を休んでいたから鈍っていないか試した」などという言い訳をしたこともある。
また、その時々に芽衣子は訂正すべきかどうか汗を吹き出しながら心の中で考えている。
ウロボロス事件
表生徒会によって収監された万里とキヨシの二人が風呂掃除をさせられているときに発生した事件。二人が太ももと尻をマムシ（実はアオダイショウ）に噛まれた際、互いに協力して噛まれた箇所を同時に吸って毒を吐きだそうした様を、蛇2匹が輪になって相食む（ウロボロスの蛇）ように見えたところを隠しカメラで監視していたケイトが名づけた。この「ウロボロス事件」を機に、万里のキヨシに対する拒絶ともいえる態度はある程度改善された。しかしケイトによってこの様子は録画されており、万里に対する脅迫に使われた。その後も様々な目的、場面、組み合わせで「ウロボロス」は繰り広げられる。
濡れTシャツコンテスト
裏生徒会が作成したスケジュールの夏の臨海学校における行事。女子生徒がTシャツ1枚で水をかけあうという男子が夢見て止まない内容。退学が決まった男子たちはこの行事に参加するために一致団結し、出獄を目指した。出獄後、学園を掌握した表生徒会のスケジュールがただの潮干狩りに入れ替わってしまったため、バラバラになりかけた男子たちは裏生徒会を存続させるため再び一致団結し、万里の脱獄作戦に協力する運びとなった。
ただし、主に欧米などで夏に行われている濡れTシャツコンテストと八光学園で行われるコンテストが同じ内容なのかは詳細が語られていないので不明である（作中で頻繁に背景に描かれている濡れTシャツコンテストの絵は、あくまで男子達の妄想）。
P・B・R（ペット・ボトル・ロケット）「ハチミツ号」 / PBR様 / Pちゃん
キヨシと万里の脱獄計画時に使用するためにガクト、シンゴ、ジョーがペットボトルで作成した「飛ばない」工作のロケット。
元はキヨシと万里の意図していた「飛ぶ」ペットボトルロケットを、ガクトの取り違えにより誤って制作してしまった失敗作だが、3人は次第にその出来栄えに夢中になり、水に浮く性質から臨海学校で実用性があり、女子から人気が出るだろうなどと妄想してさらに暴走。終いには脱獄計画そっちのけで、ロケットの改良・改造を「本業」と称するまでに至った。千代からも、自身の誕生日用のオブジェと勘違いした都合上絶賛されている。しかし、表生徒会から邪魔なゴミと認識され解体された後に資源ゴミとして処分、さらに廃棄物が学校の所有物である都合上持ち出しも認められなくなってしまう。この一件がきっかけで男子3人と千代は表生徒会に反旗を翻すこととなった。
その一部はジョーが奇跡的に回収し、自室に作った神棚に奉納。以後「PBR様」として男子3人の崇拝対象になっている。体育祭では顎紐をつけて鉢巻を巻かれた姿でガクトの頭の上に乗せられており、騎馬戦の際にもひとりの女子として扱われた。
MTIHS feat.PBR With F・F / 無限炭酸飲料補給システム フィーチャリング PBR ウィズ 復活の副会長
汗っかきな芽衣子のための脱水症対策の水分補給という体で騎馬戦用に許可をとったシステム。その実態は副会長復活作戦の過程で発見された「炭酸飲料を飲めば元に戻る」現象を応用し、さらにPBR開発技術の粋を結集して対アンドレ用装備として完成させたもの。見た目と吸える量を重視しており、芽衣子本人が飲み辛い・ムセる・メガネが曇るという根本的な欠点がある。そのため騎馬戦開始直後にシステムの欠陥が露呈し、万里にゴミ扱いされた挙句に破棄された。
プロジェクト・バベル
騎馬を構成したまま担ぎ上げ二段に重なった状態となることで高さを稼ぐ禁断の作戦。欠点としては機動力が圧倒的に落ちてしまう。合言葉は「ヒューマンホース・ライド・オン」
オペレーションB
体育祭の〆として生徒の笑顔が見たい一心で理事長が計画した閉会式でのサプライズ・スカイダイビング。オペレーションAは開会式で降下するサプライズ・スカイダイビング。

## 書誌情報
- 平本アキラ 『監獄学園』 講談社〈ヤンマガKC〉、全28巻
  1. 2011年6月6日発行（同日発売[43]）、ISBN 978-4-06-382043-0
  2. 2011年10月6日発行（同日発売[43]）、ISBN 978-4-06-382091-1
  3. 2012年1月6日発行（同日発売[43]）、ISBN 978-4-06-382125-3
  4. 2012年4月6日発行（同日発売[43]）、ISBN 978-4-06-382159-8
  5. 2012年7月6日発行（同日発売[43]）、ISBN 978-4-06-382195-6
  6. 2012年11月6日発行（同日発売[43]）、ISBN 978-4-06-382224-3
  7. 2013年2月6日発行（同日発売[43]）、ISBN 978-4-06-382261-8
  8. 2013年5月2日発行（同日発売[43]）、ISBN 978-4-06-382302-8
  9. 2013年7月5日発行（同日発売[43]）、ISBN 978-4-06-382320-2
  10. 2013年10月4日発行（同日発売[43]）、ISBN 978-4-06-382359-2
  11. 2013年12月6日発行（同日発売[43]）、ISBN 978-4-06-382387-5
  12. 2014年3月6日発行（同日発売[43]）、ISBN 978-4-06-382432-2
  13. 2014年5月2日発行（同日発売[43]）、ISBN 978-4-06-382461-2
  14. 2014年8月6日発行（同日発売[43]）、ISBN 978-4-06-382499-5
  15. 2014年11月6日発行（同日発売[43]）、ISBN 978-4-06-382525-1
  16. 2015年3月6日発行（同日発売[43]）、ISBN 978-4-06-382570-1
  17. 2015年6月5日発行（同日発売[43]）、ISBN 978-4-06-382643-2
  18. 2015年8月6日発行（同日発売[43]）、ISBN 978-4-06-382647-0
  19. 2015年12月4日発行（同日発売[43]）、ISBN 978-4-06-382714-9
  20. 2016年3月4日発行（同日発売[43]）、ISBN 978-4-06-382741-5
    - DVD付き限定版、ISBN 978-4-06-358803-3

  21. 2016年6月6日発行（同日発売[43]）、ISBN 978-4-06-382804-7
  22. 2016年8月5日発行（同日発売[43]）、ISBN 978-4-06-382836-8
  23. 2016年11月4日発行（同日発売[43]）、ISBN 978-4-06-382872-6
  24. 2017年3月6日発行（同日発売[43]）、ISBN 978-4-06-382960-0
  25. 2017年5月2日発行（同日発売[43]）、ISBN 978-4-06-382965-5
  26. 2017年8月4日発行（同日発売[43]）、ISBN 978-4-06-510091-2
  27. 2017年11月6日発行（同日発売[43]）、ISBN 978-4-06-510425-5
  28. 2018年4月6日発行（同日発売[43]）、ISBN 978-4-06-511266-3
    - 特製ペットボトルホルダー&日めくりカレンダー付き限定版、ISBN 978-4-06-511500-8

## スピンオフ作品
副会長ガンバル。
『ヤングマガジンサード』2016年9号から2017年12号まで連載。作画はReDrop。裏生徒会副会長の白木芽衣子を主役としたサイレント漫画。
1. 2017年11月6日発行（同日発売）、ISBN 978-4-06-510442-2

## テレビアニメ
2014年8月発売の単行本第14巻にてアニメ化が発表され、2015年3月6日発売の単行本第16巻の帯にて同年夏から放送開始予定であると発表された。
2015年7月より9月まで、TOKYO MX・KBS京都・サンテレビ・テレビ愛知・BS11・AT-Xにて放送された。
男子囚人編がアニメ化されており、最終話は裏生徒会の面々が収監されていく光景で幕を下ろす。

### スタッフ
- 原作 - 平本アキラ（講談社「週刊ヤングマガジン」連載）[44]
- 監督・音響監督 - 水島努[44]
- シリーズ構成・脚本 - 横手美智子[44]
- キャラクターデザイン・プロップデザイン・総作画監督 - 谷口淳一郎
- 美術監督 - 森尾麻紀
- 色彩設計 - 日野亜朱佳
- 撮影監督 - 大河内喜夫
- 編集 - 後藤正浩
- 音楽 - 中川幸太郎
- 音楽プロデューサー - 土肥範子
- チーフプロデューサー - 川瀬浩平、松下卓也、松倉友二、大澤信博
- プロデューサー - 志治雄一郎、立石謙介、飯田郁乃、大貫一雄、福田順、林洋平、畠山拓郎
- アニメーション制作プロデューサー - 鈴木薫
- プロデュース - ジェンコ
- プロデュース協力 - EGG FIRM
- アニメーション制作 - J.C.STAFF[44]
- 製作 - 八光学園裏生徒会（ワーナー・ブラザース・ホームエンターテイメント、講談社、ショウゲート、クロックワークス、ムービック、J.C.STAFF、ジェンコ）

### 主題歌
オープニングテーマ「愛のプリズン」
作詞 - 大槻ケンヂ / 作曲 - NARASAKI / 編曲 - 河田貴央 / 歌 - 監獄男子（神谷浩史、小西克幸、鈴村健一、浪川大輔、興津和幸）
エンディングテーマ「罪深き俺たちの賛歌」
作詞 - くまのきよみ / 作曲 - 高木隆次 / 編曲 - 倉内達矢 / 歌 - 監獄男子（神谷浩史、小西克幸、鈴村健一、浪川大輔、興津和幸）

### 評価
アニメ評論家の藤津亮太は本作品について、「体液へのこだわり」がみられると述べる。実写では別の液体をそれらしく表現することしかできないが、アニメではすべて本物として表現することができることから、本作品において「体液」はとてつもない存在感を発揮する。そのうえで面白い出来栄えになっているから、「体液」に対して性的興奮を覚えない層にもギリギリのラインで笑って視聴できるところに着地しているという。

### 各話リスト
| 話数   | サブタイトル               | コンテ   | 演出              | 作画監督                                                                               |
| ------ | -------------------------- | -------- | ----------------- | -------------------------------------------------------------------------------------- |
| 第1話  | ノゾキ大作戦               | 水島努   | 水島努            | 冨岡寛、吉田優子 前田義宏、村上雄                                                      |
| 第2話  | 尻すぎていた男             | 二瓶勇一 | 高島大輔          | 矢向宏志、三木達也                                                                     |
| 第3話  | 大噴出                     | 倉川英揚 | 倉川英揚          | 大木良一、上田みねこ 中西愛、冨岡寛 安田祥子、浅川翔                                   |
| 第4話  | 私をスモーに連れてって     | 小林敦   | 小林敦            | 村上雄、坂本哲也 前田義宏、佐野はるか 矢向宏志、冷水由紀絵 安野将人、上田みねこ        |
| 第5話  | 学園一の裏切り男           | 二瓶勇一 | 村田尚樹          | 大野勉、佐藤陽子 阿倍弘樹                                                              |
| 第6話  | 復讐するは花にあり         | 倉川英揚 | 高島大輔          | 木本茂樹、吉田優子 山内則康、糸島雅彦                                                  |
| 第7話  | 芽衣子のおいしいレストラン | 二瓶勇一 | 橋本敏一          | 藤部生馬、大木良一 前田義宏、矢向宏志 小林利充、糸島雅彦 山内則康                      |
| 第8話  | アンドレの日記             | 鈴木信濃 | 篠原正寛 鈴木信濃 | 上田みねこ、村上雄 坂本哲也、藤部生馬 前田義宏、安田祥子 冷水由紀絵、安野将人 山本雅章 |
| 第9話  | 体液がいっぱい             | 二瓶勇一 | 蔵本穂高          | 木本茂樹、大木良一 冷水由紀絵、矢向宏志                                                |
| 第10話 | 素晴らしき尻哉、人生!      | 二瓶勇一 | 高島大輔          | 村上雄、坂本哲也 吉田優子、安田祥子 矢向宏志、前田義宏 中西愛                          |
| 第11話 | エリンギ・ブロコビッチ     | 倉川英揚 | 桜美かつし        | 大木良一、上田みねこ 小渕陽介、藤部生馬 冷水由紀絵、矢向宏志                           |
| 第12話 | グッドモーニング プリズン! | 水島努   | 水島努            | 木本茂樹、村上雄 冷水由紀絵、吉田優子 前田義宏、安田祥子 吉岡幸恵、谷口淳一郎          |
| OAD    | マッドワックス             | 二瓶勇一 | 鈴木信濃          | 前田義宏、坂本哲也 安田祥子                                                            |

### 放送局
| 放送期間                | 放送時間                     | 放送局     | 対象地域 | 備考                      |
| ----------------------- | ---------------------------- | ---------- | -------- | ------------------------- |
| 2015年7月11日 - 9月26日 | 土曜 1:05 - 1:35（金曜深夜） | TOKYO MX   | 東京都   |                           |
| 2015年7月12日 - 9月27日 | 日曜 0:30 - 1:00（土曜深夜） | KBS京都    | 京都府   |                           |
|                         | 日曜 2:20 - 2:50（土曜深夜） | テレビ愛知 | 愛知県   |                           |
| 2015年7月13日 - 9月28日 | 月曜 0:00 - 0:30（日曜深夜） | BS11       | 日本全域 | BS放送 / 『ANIME+』枠     |
|                         | 月曜 1:00 - 1:30（日曜深夜） | サンテレビ | 兵庫県   |                           |
|                         | 月曜 1:30 - 2:00（日曜深夜） | AT-X       | 日本全域 | CS放送 / リピート放送あり |

| 配信期間                | 配信時間           | 配信サイト                 | 備考                                           |
| ----------------------- | ------------------ | -------------------------- | ---------------------------------------------- |
| 2015年7月12日 - 9月27日 | 日曜 12:00 更新    | J:COMオンデマンド          |                                                |
|                         |                    | ひかりTV                   |                                                |
|                         |                    | ニコニコチャンネル         | 第1話無料、第2話以降6日半（土曜23:59まで）無料 |
|                         |                    | TSUTAYA TV                 |                                                |
|                         |                    | U-NEXT                     |                                                |
|                         |                    | 楽天ショウタイム           |                                                |
|                         |                    | バンダイチャンネル         | 第1話無料、第2話以降6日半（土曜23:59まで）無料 |
|                         |                    | Amazonインスタント・ビデオ |                                                |
|                         |                    | Google Play                |                                                |
|                         |                    | PlayStation Store          |                                                |
|                         |                    | GYAO!                      | 第1話無料、第2話以降6日半（土曜23:59まで）無料 |
|                         | 日曜 22:30 - 23:00 | ニコニコ生放送             |                                                |

### BD / DVD
| 巻 | 発売日         | 収録話          | 規格品番   | 規格品番   |
| 巻 | 発売日         | 収録話          | BD初回版   | DVD初回版  |
| -- | -------------- | --------------- | ---------- | ---------- |
| 1  | 2015年9月30日  | 第1話 - 第2話   | 1000580354 | 1000580360 |
| 2  | 2015年10月28日 | 第3話 - 第4話   | 1000580355 | 1000580361 |
| 3  | 2015年11月25日 | 第5話 - 第6話   | 1000580356 | 1000580362 |
| 4  | 2015年12月23日 | 第7話 - 第8話   | 1000580357 | 1000580363 |
| 5  | 2016年1月27日  | 第9話 - 第10話  | 1000580358 | 1000580364 |
| 6  | 2016年2月24日  | 第11話 - 第12話 | 1000580359 | 1000580365 |

### WEBラジオ
監獄ラジオ学園
2015年7月9日から9月17日まで音泉にて配信されていたWEBラジオ番組。パーソナリティは小西克幸（ガクト 役）と興津和幸（アンドレ 役）。隔週木曜日更新、全6回。
コーナー
ふつおた
アニメ、ラジオの感想など、普通のお便りを紹介するコーナー。
我が青春のイチページ〜あの頃の自分へ〜
リスナーの青春の思い出話を自分宛に送るコーナー。
我々にとっては・・・ご褒美です！！
言われて嬉しい罵倒セリフを募集するコーナー。
秘密の投函箱（シークレットポスト）
人には言えない趣味趣向をカミングアウトするコーナー。
ちょっと、男子〜
学校生活で男子生徒がやっていた行動を募集するコーナー。
ゲスト
- 第3回：神谷浩史（キヨシ 役）
- 第4回：浪川大輔（ジョー 役）
- 第5回：伊藤静（芽衣子 役）
- 第6回：花澤香菜（花 役）

ラジオCD・DJCD
ラジオCD「監獄ラジオ学園」
- 2015年11月25日発売
- DISC1：大原さやか（万里 役）、伊藤静によるガールズサイドと小西克幸、興津和幸によるボーイズサイドの2本立てによる新規録りおろし
- DISC2：第1回 - 第6回（過去配信回）

DJCD「監獄ラジオ学園」特別編
- 2016年1月27日発売
- DISC1：小西克幸、興津和幸、鈴村健一（シンゴ 役）による新規録りおろし

ラジオCD「監獄ラジオ学園」TSUTAYAレンタル限定盤
- 2015年10月17日レンタル開始（TSUTAYA限定）
- DISC1：興津和幸、伊藤静による新規録りおろし

ラジオCD「監獄ラジオ学園」TSUTAYAレンタル限定盤Vol.2
- 2015年12月12日レンタル開始（TSUTAYA限定）
- DISC1：大原さやか、藤原啓治（理事長 役）による新規録りおろし

### 書籍
- アニメ監獄学園を創った男たち（平本アキラ、ハナムラ、講談社）

メイキングレポートにあたる漫画作品。

### LINEスタンプ
- 声で聴きたい「監獄学園」スタンプ（2015年9月24日発売、リリース：講談社）

## テレビドラマ
『監獄学園-プリズンスクール-』のタイトルで、2015年10月から12月まで、MBS、TBSの深夜ドラマ枠にて放送。
CSファミリー劇場にて、2016年5月16日からの3夜連続で、午後11時より3話ずつの全9話一挙放送が実施される。

### キャスト（テレビドラマ）

#### 主要人物（テレビドラマ）
- 藤野清志 / キヨシ - 中川大志[51]
- 栗原万里（裏生徒会 会長） - 山崎紘菜
- 緑川花（裏生徒会 書記） - 森川葵
- 白木芽衣子（裏生徒会 副会長） - 護あさな
- 安藤麗治 / アンドレ - ガリガリガリクソン
- 根津譲二 / ジョー - 宮城大樹
- 千代 - 武田玲奈
- 横山杏子 - 新木優子
- 若本真吾 / シンゴ - 矢野聖人
- 諸葛岳人 / ガクト - 柄本時生
- 理事長 - 髙嶋政宏（特別出演）

#### ゲスト（テレビドラマ）
第1話
- マユミ（千代の友だち） - 寺嶋由芙（第4話・第6話）
- 先輩 - 山地まり（最終話）
- 女子生徒 - 堀田理紗（最終話）、紅甘（最終話）、山本愛莉（第3話・最終話）、荒川実里（第6話・最終話）、洪梨潤（第6話・最終話）、上埜すみれ（第6話・最終話）

第3話
- クリーニング屋の店主 - 水沼天孝
- 教師 - 亜紗美

第5話
- 濡れTシャツコンテストの女子たち - 寺田御子（第7話）、久松かおり（第7話）、ヤノメミユ（第7話）、由井香織（第7話）

第7話
- メス猿 - 亜紗美

最終話
- 女子生徒 - 中冨杏羽子[52]、長谷川かすみ[53]

### スタッフ（テレビドラマ）
- 監督 - 井口昇
- 脚本 - 井口昇、北川亜矢子
- 音楽 - 福田裕彦
- キャスティング - あんだ敬一
- 解説放送担当 - 田丸一男（MBSアナウンサー）
- 撮影 - 長野泰隆（J.S.C）
- 照明 - 児玉淳
- 録音 - 山口満大
- 美術プロデュース - 池田正直
- 装飾 - 金子大吾
- 編集 - 和田剛
- VFX - 鹿角剛
- アクション監督 - カラサワイサオ
- ヘアメイク - リョータ / 高桑里圭
- 衣裳 - ヨシダミホ
- 助監督 - 伊藤良一
- 制作担当 - 伊東祐之
- 特別協力 - 栗田宏俊、三浦敏宏、辻陽佑
- 主題歌 - GOOD ON THE REEL「サーチライト」[54]
- オープニングテーマ - HaKU「衝動」[55]
- エグゼクティブプロデューサー - 楮本昌裕、丸山博雄、立石謙介
- プロデューサー - 梶原富治、鎌田昌宏、深迫康之、辰澤奈津子
- 編成 - 高橋俊博、田中良樹
- 宣伝プロデューサー - 大塩秀太
- 宣伝 - 諸冨洋史、田代鳶、藤井愛子、益田和佳、高橋巨雄、横溝直文
- 企画・プロデュース - 岩倉達哉
- 制作プロダクション - ROBOT
- 製作 - 「監獄学園」製作委員会 / MBS

### 放送日程
| 各話   | 放送日   | 脚本       |
| ------ | -------- | ---------- |
| 第1話  | 10月28日 | 井口昇     |
| 第2話  | 11月04日 | 井口昇     |
| 第3話  | 11月11日 | 北川亜矢子 |
| 第4話  | 11月18日 | 井口昇     |
| 第5話  | 11月25日 | 北川亜矢子 |
| 第6話  | 12月02日 | 北川亜矢子 |
| 第7話  | 12月09日 | 井口昇     |
| 第8話  | 12月16日 | 井口昇     |
| 最終話 | 12月23日 | 北川亜矢子 |

※放送日は関東広域圏の放送局であるTBSテレビに準ずる。

### 放送局（テレビドラマ）
| 放送期間                       | 放送時間                     | 放送局         | 対象地域       | 備考   |
| ------------------------------ | ---------------------------- | -------------- | -------------- | ------ |
| 2015年10月26日 - 12月21日      | 月曜 0:50 - 1:20（日曜深夜） | 毎日放送       | 近畿広域圏     | 制作局 |
| 2015年10月28日 - 12月23日      | 水曜 1:11 - 1:41（火曜深夜） | TBSテレビ      | 関東広域圏     |        |
| 2015年11月19日 - 2016年1月21日 | 木曜 1:48 - 2:18（水曜深夜） | テレビユー山形 | 山形県         |        |
| 2015年11月25日 - 2016年1月27日 | 水曜 1:13 - 1:43（火曜深夜） | 東北放送       | 宮城県         |        |
| 2015年12月4日 - 2016年2月5日   | 金曜 1:13 - 1:43（木曜深夜） | 長崎放送       | 長崎県         |        |
| 2015年12月5日 - 2016年2月6日   | 土曜 1:25 - 1:55（金曜深夜） | テレビユー福島 | 福島県         |        |
| 2015年12月5日 - 2016年2月13日  |                              | 山陰放送       | 鳥取県・島根県 |        |
| 2016年1月13日 - 3月9日         | 水曜 1:43 - 2:13（火曜深夜） | RKB毎日放送    | 福岡県         |        |
| 2016年2月3日 - 3月30日         | 水曜 1:11 - 1:41（火曜深夜） | IBC岩手放送    | 岩手県         |        |
| 2016年9月30日 - 11月25日       | 金曜 0:45 - 1:15（木曜深夜） | 熊本放送       | 熊本県         |        |
| 2016年10月17日 - 12月19日      | 月曜 1:20 - 1:50（日曜深夜） | 北海道放送     | 北海道         |        |

| 配信期間         | 配信時間       | 配信サイト         | 備考                         |
| ---------------- | -------------- | ------------------ | ---------------------------- |
| 2015年10月29日 - | 木曜 0:00 更新 | dTV                |                              |
|                  |                | UULA               |                              |
| 2015年11月1日 -  |                | ニコニコチャンネル | 第1話は11月1日（日）0:00配信 |
| 2015年11月12日 - |                | ビデオパス         | 11月12日は第3話まで配信      |

| MBS 月曜0:50 - 1:20（日曜24:50 - 25:20）枠                               | MBS 月曜0:50 - 1:20（日曜24:50 - 25:20）枠               | MBS 月曜0:50 - 1:20（日曜24:50 - 25:20）枠    |
| 前番組                                                                   | 番組名                                                   | 次番組                                        |
| ------------------------------------------------------------------------ | -------------------------------------------------------- | --------------------------------------------- |
| JKは雪女 （2015年9月28日 - 10月19日） - ドラマ枠は本来0:50だが本作は1:50 | 監獄学園-プリズンスクール- （2015年10月26日 - 12月21日） | 女くどき飯 Season2 （2016年1月18日 - 3月7日） |
| TBS 水曜1:11 - 1:41（火曜25:11 - 25:41）枠                               |                                                          |                                               |
| JKは雪女 （2015年9月30日 - 10月21日）                                    | 監獄学園-プリズンスクール- （2015年10月28日 - 12月23日） | 女くどき飯 Season2 （2016年1月20日 - 3月9日） |

## ミュージカル
2018年1月31日から2月4日まで『ミュージカル「監獄学園」PRISON SCHOOL』が中野ザ･ポケットで上演された。全8公演。

### キャスト（ミュージカル）
- キヨシ - 百花繚乱
- ガクト - 林伊織
- シンゴ - 林瑞貴
- ジヨー - 塩澤英真
- アンドレ - みさわ大福
- 理事長 - 小林健一
- 万里 - 岡林佑香
- 花 - ニーコ
- 芽衣子 - 安達星来
- 千代 - 永瀬千裕
- 杏子 - momona
- マユミ - 友松花穂
- 八田有美香
- 菅野瑠那

### スタッフ（ミュージカル）
- 原作 - 平本アキラ　講談社「ヤングマガジン」連載
- 脚本・演出・作詞 - 畑雅文
- 音楽 - 香田泉
- 振り付け - 依田朋子
- 美術 - 小林奈月
- 音響 - 小幡亨
- 照明 - 清水朋久
- 衣装 - 木村猛志
- 衣装制作 - 勅使川原恵美・川上千尋
- ヘアメイク指導 - 前田亜耶
- 舞台監督 - 今野健一・和田健汰
- 演出助手 - 菜ノ香マカ
- 票券管理 - 島崎翼
- 制作 - 植村友美子
- 制作助手 - 唐戸真貴子・吉野めぐみ
- 制作協力 - 株式会社エディスグローブ
- プロデューサー - 片岡義朗